# 德克洛 (愛達荷州)
德克洛（英語：Declo）是一個位於美國愛達荷州喀細亞縣的城市。

## 地理
德克洛的座標為42°31′10″N 113°37′48″W / 42.51944°N 113.63000°W，而該地的平均海拔高度為1286米（即4219英尺）。

## 人口
根據2010年美國人口普查的數據，德克洛的面積為0.72平方千米，當中陸地面積為0.72平方千米，而水域面積為0.00平方千米。當地共有人口343人，而人口密度為每平方千米476.39人。